# Cornelis Sebille Roos

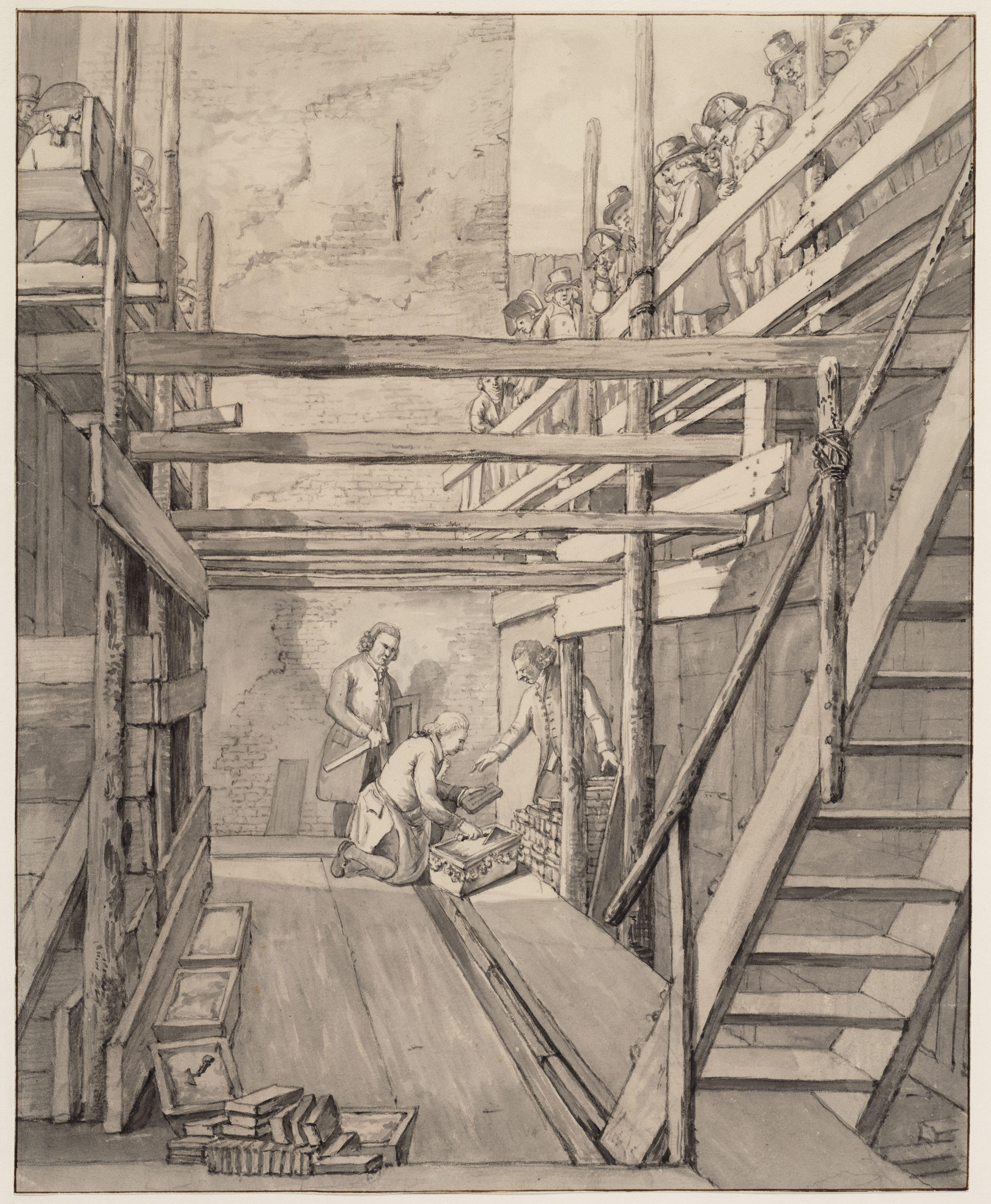
Roos legt de eerste steen bij de bouw van Felix Meritis (1787), prent door Gerrit Lamberts.

Cornelis Sebille Roos (Amsterdam, 10 januari 1754 – aldaar, 31 januari 1820) was een Nederlands tekenaar, kunsthandelaar en uitgever. In 1799 werd hij conservator van de Nationale Konst-Gallery, een voorloper van het Rijksmuseum Amsterdam.

## Leven en werk
Roos werd op 16 januari 1754 gedoopt in de Oude Waalse kerk als Corneille Sebille, zoon van de koopman Cornelis Francois Roos en Maria Sebille. Na het vroege overlijden van zijn ouders, werd hij opgevoed door een oom. Hij kreeg tekenlessen van Jacob Cats, bij wie hij enige tijd in huis woonde. Hij werd honorair lid van de Amsterdamse Stadsteeken-academie (1775) en lid van het Sint-Lucasgilde (1779).
In 1784 trouwde Roos met Catharina Johanna Esser (1759-1801), uit dit huwelijk werden twee dochters geboren. Later dat jaar ging hij een compagnonschap aan met S.A. Banzet voor een handel in pelterijen, onder de naam Banzet & Co. Banzet was als directeur verantwoordelijk voor de dagelijkse uitvoering, Roos zorgde voor een inleg van 12000 gulden en verzorgde de boekhouding van het bedrijf. 
Felix Meritis
Willem Writs, een Amsterdams horlogemaker en een neef van Jacob Cats, richtte in 1777 de Maatschappij van Verdiensten, een genootschap dat bekendheid kreeg onder de naam van de spreuk Felix Meritis. Tot de eerste leden van het genootschap behoorden Cats, Roos, Jan Schutte Hoyman en Johan Hendrik Kemper. Roos werd directeur van het departement van tekenkunde van Felix Meritis (1777-1780, 1793-1796). In 1787 legde hij als president-commissaris van Felix Meritis en als voorzitter van de bouwcommissie de eerste steen van het door Jacob Otten Husly ontworpen nieuwe pand van het genootschap aan de Keizersgracht. Drie jaar later publiceerde Roos een Historische beschrijving van het gebouw van de Maatschappije van Verdiensten, ten spreuke voerende: Felix Meritis. Verschillende leden van het genootschap werden door de schilder Adriaan de Lelie vastgelegd in groepsportretten, op een aantal daarvan is ook Roos te zien. De Lelie schilderde in 1815 ook diens persoonlijk portret, dat in 1929 werd aangekocht door het Rijksmuseum Amsterdam.
Kunsthandelaar en uitgever
Roos werd kunsthandelaar (makelaar) in Amsterdam, hij handelde in onder meer schilderijen, beeldhouwwerk en penningen. Hij gaf daarnaast prenten uit, een van de vroegste daarvan is de prent Hij leeft! (1794), een allegorie op het overlijden van Hendrik Daniëlsz Hooft. Hij gaf twee sets prenten uit die waren getekend door zijn vriend Egbert van Drielst en gegraveerd door Hendrik Schwegman, van het Landschap Drenthe en het landgoed Elswout bij Overveen. Roos gaf hiermee ruimte aan eenvoudigere onderwerpen in de kunst, zoals het Nederlandse landschap.
Roos handelde vanuit zijn woning, het noordelijk deel van het Trippenhuis aan de Kloveniersburgwal. In 1798 opende hij daar een aantal tentoonstellingszalen, waar een verkoopexpositie van werken van 'Oude en Heden-daagsche thands leevende meesters' was ingericht. Het Trippenhuis werd daarmee de eerste galerie in Nederland. In 1811 vestigde Roos zich in het Huis met de Hoofden aan de Keizersgracht. Hij was betrokken bij de veiling van kunstcollecties van onder anderen Louis Métayer Phz (1799), Cornelis Ploos van Amstel (1800), Pieter baron de Smeth (1810). Reinier Vinkeles (1816) en Anna Maria Ebeling (1818).
Nationale Konst-Gallery
In 1798 werd op initiatief van Alexander Gogel, agent van Financiën, de Nationale Konst-Gallery opgericht. In het museum zou aandacht worden geschonken aan de Nederlandse schilderkunst en voorwerpen uit de vaderlandse geschiedenis. De verzameling werd ondergebracht in Huis ten Bosch. In januari 1799 werd Cornelis Sebille Roos door Gogel benoemd tot 'Inspecteur van de Zaal en Kunst-Gallerij op het Huis in 't Bosch'. Roos was als inspecteur (conservator) verantwoordelijk voor het beheer van de samengebrachte kunst, het maken van een inventaris "en al dat geen te doen en te verrichten, wat het meest belang des Lands in deezen zal vorderen". Hij liet een aantal bevriende kunstenaars, onder wie De Lelie en Van Drielst, schilderijen herstellen en inlijsten. 
Roos was ook verantwoordelijk voor de aankoop van nieuwe werken. In 1800 werd op het Trippenhuis de nalatenschap van Jan Gildemeester Jansz. geveild, hieruit werd door zijn bemiddeling voor 100 gulden (inclusief op- en tafelgeld) het doek De bedreigde zwaan van Jan Asselijn aangekocht, de eerste aankoop van het museum uit een publieke veiling. Nog datzelfde jaar kocht Roos onder andere De zeeslag bij Livorno van R. Zeeman, een portret van Maurits van Oranje door Michiel van Mierevelt, de portretten van Aert van Nes en Geertruida den Dubbelde door Bartholomeus van der Helst en de portretten van Jan van Nes en Aletta van Ravensberg door Ludolf de Jongh. Roos richtte samen met zijn opzichter Jan Gerard Waldorp een aantal zalen de bovenverdieping van de westelijke vleugel van het Huis ten Bosch in. Er werd door hen een route samengesteld die eindigde in de Oranjezaal. Op 30 mei 1800 werd de Nationale Konst-Gallery opengesteld voor het publiek.
Na een politieke machtswisseling in 1801 verdwenen Gogel en Roos tijdelijk van het toneel. Roos, die inmiddels weduwnaar was geworden, hertrouwde in december 1801 met Geertruijd Ida van Genderen (1768-1846), uit dit huwelijk werden twee zoons en een dochter geboren. In 1805 was het politieke landschap weer veranderd en doken Gogel en Roos weer op. Ze werden in 1806 nog genoemd in verband met de uitgave van een serie prenten, maar speelden geen rol van betekenis meer voor de Konst-Gallery. Koning Lodewijk Napoleon wilde liever een nationaal museum in zijn residentie Amsterdam en liet de collectie in 1808 grotendeels overbrengen naar het Paleis op de Dam voor de vorming van een Koninklijk Museum, onder directeur Cornelis Apostool. In dat zelfde jaar werd op initiatief van de koning de eerste tentoonstelling van Levende Meesters gehouden, een voortzetting van Roos' idee voor een galerie voor levende meesters uit 1798. De door Gogel en Roos bijeengebrachte collectie vormde de basis voor het latere Rijksmuseum Amsterdam. Na de verhuizing richtte Roos zich weer op zijn werk als kunstmakelaar. 
De laatste jaren
In 1808 werd Roos benoemd tot lid van het Koninklijk Instituut van Wetenschappen, Letterkunde en Schoone Kunsten, hij werd secretaris van de Vierde Klasse van het Instituut. Hij was betrokken bij de organisatie van de tentoonstellingen van Levende Meesters in Amsterdam. In 1811 verhuisde Roos met zijn gezin naar het Huis met de Hoofden.
Cornelis Sebille Roos overleed in 1820, een aantal weken na zijn 66e verjaardag. Hij heeft "een leidende rol gespeeld bij tal van vernieuwingen op het gebied van de beeldende kunsten in de laatste decennia van de 18e en de eerste van de 19e eeuw." In augustus 1820 werd in het Huis met de Hoofden, zijn eigen verzameling geveild, met schilderijen van onder anderen Ludolf Bakhuizen, Meindert Hobbema, Gabriël Metsu, Rembrandt van Rijn, Jacob van Ruisdael, Jan Steen en Philips Wouwerman, de veiling leverde zo'n 35000 gulden op. Zoon Cornelis François Roos (1802-1884) zette de kunsthandel van zijn vader voort.
- Biografisch Portaal: 34985632
- Library of Congress Control Number: nb98031295
- Nederlandse Thesaurus van Auteursnamen: 273429256
- RKD-Nederlands Instituut voor Kunstgeschiedenis: 357914
- Union List of Artist Names: 500438192
- Virtual International Authority File: 282908493
- WorldCat: E39PBJfX367GFFYcBQVHR7QjG3